# Parlamentsvalget i Storbritannien 2024
Parlamentsvalget i Storbritannien 2024 blev afholdt den 4. juli 2024. Ved valget blev stemt om sammensætningen af det britiske underhus, House of Commons. Der var 650 mandater på valg, der blev valgt i hver sin valgkreds under regler om flertalsvalg i enkeltmandskredse (first-past-the-post). Valget resulterede i en jordskredssejr for oppositionen, Labour Party ledet af Keir Starmer. Det indtil valget regerende konservative parti ledet af premierminister Rishi Sunak tabte mere end 240 pladser i Underhuset, og bragte partiets 14 år lange regeringsperiode til ophør. Liberaldemokraterne og Reform UK fik betydelig fremgang, hvorimod skotske Scottish National Party (SNP) tabte mere end halvdelen af deres pladser, der altovervejende gik til Scottish Labour.
Valget blev udskrevet af premierminister Rishi Sunak (konservative) den 22. maj 2024.
Ved det foregående valg i 2019 fik de konservative 43,6 % og Labour 32,1 % af stemmerne.

## Tre premierministre siden 2019
Det Konservative Parti fik 43,6 % af stemmerne ved parlementsvalget i 2019 (lidt flere end ved det forrige valg) og 365 af de 650 MP-pladser. Labour kom på andenpladsen med 32,6 % af stemmerne (et fald på 7,7 procentpoint) og fik 202 mandater. Brexit-partiet, nystiftet i 2019, fik kun to procent af stemmerne på trods af midlertidige målinger på over 20 procent. Efter valget dannede Boris Johnson - kabinettet.
Efter adskillige skandaler og snesevis af fratrædelser fra regeringsmedlemmer meddelte Boris Johnson sin tilbagetræden som leder af det konservative parti og premierminister den 7. juli 2022. Han ville forblive i sidstnævnte stilling, indtil en efterfølger blev valgt i efteråret. Hans efterfølger siden 6. september 2022 var tidligere udenrigsminister Liz Truss. Hun meddelte sin afgang den 20. oktober 2022 efter en regeringskrise. Efterfølgende blev Rishi Sunak, valgt som den tredje premierminister inden for to måneder den 25. oktober 2022.
Historisk set var der ikke kun tre premierministre, men også to britiske monarker i embedet i løbet af disse syv uger. Liz Truss blev udnævnt af dronning Elizabeth II, som regerede i halvfjerds år (død 8. september 2022), og afskediget af hendes efterfølger kong Charles III.

## Valgresultat
| Parti | Parti                              | Leder                      | Mandater | Mandater | Mandater |
| Parti | Parti                              | Leder                      | Antal    | %        | -/+      |
| ----- | ---------------------------------- | -------------------------- | -------- | -------- | -------- |
|       | Labour Party                       | Keir Starmer               | 411      | 63,2 %   | +209     |
|       | Det Konservative Parti             | Rishi Sunak                | 121      | 18,6 %   | -244     |
|       | Liberaldemokraterne                | Ed Davey                   | 72       | 11,1 %   | +61      |
|       | Scottish National Party            | John Swinney               | 9        | 1,4 %    | -39      |
|       | Sinn Féin                          | Mary Lou McDonald          | 7        | 1,1 %    | 0        |
|       | Partiløse                          | –                          | 6        | 0,9 %    | +6       |
|       | Reform UK                          | Nigel Farage               | 5        | 0,8 %    | +5       |
|       | Democratic Unionist Party          | Gavin Robinson             | 5        | 0,8 %    | -3       |
|       | Green Party of England and Wales   | Carla Denyer Adrian Ramsay | 4        | 0,6 %    | +3       |
|       | Plaid Cymru                        | Rhun ap Iorwerth           | 4        | 0,6 %    | 0        |
|       | Social Democratic and Labour Party | Colum Eastwood             | 2        | 0,3 %    | 0        |
|       | Alliance Party of Northern Ireland | Naomi Long                 | 1        | 0,2 %    | 0        |
|       | Ulster Unionist Party              | Doug Beattie               | 1        | 0,2 %    | +1       |
|       | Traditional Unionist Voice         | Jim Allister               | 1        | 0,2 %    | +1       |
|       | Underhusets formand                | Lindsay Hoyle              | 1        | 0,2 %    | 0        |
|       | I alt                              | –                          | 650      | 100,0 %  | 0        |

Der er kun medtaget de partiet som opnåede repræsentation i parlamentet. De anførte ændringer i mandattal er i forhold til valget i 2019 og ikke parlamentets aktuelle sammensætning ved slutningen af valgperioden.